# Megiddói csata (i. e. 609)
A második megiddói csata Egyiptom és Júdea között zajlott le i. e. 609-ben. Közvetlen oka, hogy a Karkemis felé vonuló II. Nékó egyiptomi királyt Jósiás júdai király nem engedte átvonulni az országán. Ezt a csatát a Biblia a Krónikák 2. könyvének 35. részében említi.

## Előzményei
A megiddói csata előzményei események hosszú láncolatán keresztül vezetnek a Júdea számára tragikus kimenetelű ütközethez. A méd-kháldeus szövetség Asszíria hanyatlásához vezetett. Szín-sar-iskun i. e. 615-re már csak az ősi, központi területeken uralkodott. Ekkor már hiába kötött szövetséget Manával és Egyiptommal; Mana hamarosan elvesztette függetlenségét a médekkel szemben, Egyiptom pedig nem tudott, vagy nem akart segíteni. Asszíria korábbi szövetségesei, a szkíták, akik egészen az i. e. 620-as évekig feltartották a médeket – néhány évre elodázva Assur bukását –, Khsathrita méd királytól vereséget szenvedtek, és ettől kezdve inkább Asszíria volt gyarmatain portyáztak.
Az asszírok végleg beszorultak a hódítani vágyó Média és az egyre önállóbb Babilon közé. Babilonban a korábban asszír szolgálatban álló kháldeus zsoldosvezér, Nabú-apal-uszur lett az úr, valószínűleg közvetlen rokona a nyughatatlan Marduk-apli-dinnek. Nabú-apal-uszur szövetséget kötött Khsathritával, és ez pecsételte meg végleg Assur sorsát. I. e. 614-ben a médek rohanvást vették be Assur várost, oly igyekezve, hogy Nabú-apal-uszur le is maradt a győzelemről. Persze ez a lemaradás taktikus volt. Nem akart részt venni Assur ősi szentélyeinek lerombolásában, ráhagyta a médekre, hogy később az itteni nép – de az uralkodó körök is – a „civilizáció” helyreállítójának láthassák. Nem hódítóként akart Assurba betörni, hanem felmentőként bevonulni. Ez nem akadályozta meg abban, hogy a lerombolt városban újítsa meg a szövetséget - Küaxarész leánya az ő fiához ment feleségül.
Szín-sar-iskun Ninivében sáncolta el magát, melyet még abban az évben, i. e. 614-ben ostrom alá vett a méd-babiloni egyesült haderő (Ninive ostroma). Az asszír király mesteri húzással nyert némi haladékot – az Eufrátesz-menti arameusokat lázította fel, akik jelentős erőt képviseltek, valamint újra a szkítákhoz fordult. Nabú-apal-uszur távozott, hogy engedetlen alattvalóit megfenyítse, de vereséget szenvedett csakúgy, mint a médek a szkítáktól. Csak i. e. 612-ben egyesülhetett újra a két szövetséges had, amely év már Ninive végét jelentette. De nemcsak Ninivéét, hanem a teljes asszír arisztokráciáét is, mert a hódítók az ott találtakat egy szálig kiirtották, s Ninive főváros lévén, az uralkodó körök legnagyobb része ott tartózkodott. Szín-sar-iskun nem várta meg  a felkoncolását, inkább magára gyújtotta palotáját. Az asszír seregek maradványaival II. Assur-uballit, a veterán hadvezér még 608-ig tartotta magát.
Egyiptomban i. e. 610-ben meghalt I. Pszammetik, aki még Assur-bán-aplitól kapta trónját Asszíria fénykorában. Asszíria mellett nem avatkozott be, mert ahhoz gyenge volt, de ellene sem, mert határain először a szkíták, aztán az önállósodó szíriai és palesztinai fejedelmek állták útját. Mire meghalt, Asszíria tulajdonképpen nem létezett. Fia, II. Nékó (i. e. 610-595) már azért szállt hadba, hogy a koncon marakodjon.
I. e. 609-ben Nabú-apal-uszur is elhunyt. E tehetséges politikus, hadvezér, a szerencsés kezű kalandor pályája kezdetén – mint a kháldeus nemesség szinte kizárólag – Asszíria lelkes híve volt. Kandalánu eltávolításával azonban a kháldeusok előtt megnyílt az út a hatalom felé, és a hűséges vazallusból a szeparatisták vezére lett. Az Újbabiloni birodalom azonban belülről meglehetősen gyenge lábakon állt.
II. Nékó számára a hosszabb távú politikai érdekek mindenképp a Babilon elleni fellépést sürgették. Asszíriának Egyiptom veszélyeztetésére semmilyen körülmények közt nem volt lehetősége, viszont most már ütközőterületként szolgált Egyiptom és Babilon között. Nyilvánvalóan III. Thotmesz birodalmának példája lebegett szemei előtt és i. e. 605-ig úgy tűnt, Nékó legyőzhetetlen, ekkor még Kumaha városát is elfoglalta. Egyiptom északi határa tulajdonképpen a Kumaha-Harrán vonal volt, amilyen messzire sem azelőtt, sem azután sosem terjedt Egyiptom befolyási övezete. E hadjárat elején került szembe Júdeával.

## A csata
Jozija (Jósiás) Nabú-kudurri-uszur felszólítására próbálta meg feltartóztatni az egyiptomi királyt, mivel Kháldea éppen a keleti országrészben, Elám ellen hadakozott. Jozija egyfajta gerilla-harcmodort választott: a Megiddó mellett elhaladó út mentén lesben állt seregével, hogy a menetben lévő, felkészületlen egyiptomiakat támadja meg. A taktika talán sikeres is lehetett volna, a csatában azonban Jozija súlyosan megsebesült, ezután a csata szervezetlen menekülésbe és mészárlásba torkollott.

## Következményei
Júdea királya maga is halálos sebet kapott, serege teljes vereséget szenvedett. Célját mégis elérte: Nékó megállt, hogy Júdeában rendet teremtsen. Eztán Nékó az Eufrátesz felé indult, hogy további szíriai kalandjaihoz bázist hozzon létre, ehelyett azonban már védekezésre kényszerült. A Harránban még uralkodó Assur-uballit megsegítésére még i. e. 609-ben induló egyiptomi expedíciós hadsereg i. e. 605-ben nagy vereséget szenvedett.
Jósiás utódja Joakház lett, de őt Nékó elűzte, s helyére fivérét, az Egyiptom-barát Joakímot ültette, aki viszont i. e. 605-ben Nabú-kudurri-uszurtól szenvedett vereséget. Júdea királysága Egyiptom és Babilon erőfitogtatásának és próbálkozásainak színtere lett. Egyiptom mindössze három évig tudta Júdeát kormányozni (i. e. 608-605). Nabú-kudurri-uszurnak ugyanis épp ez időben biztosítania kellett, hogy Lüdia és Hilakku felől ne fenyegesse veszély, míg Júdeában Egyiptommal hadakozik. Ezt az időt a szíriai, föníciai és palesztinai fejedelmek arra használták ki, hogy Nékó védelmét kérjék Babilon ellen. Nékó és a városkirályok reményei a karkemisi csatában szétfoszlottak. Egyiptom néhány hónap alatt nemcsak Észak-, de Dél-Szíriából is kiszorult, és még abban az évben Hamátú mellett Nékó döntő vereséget szenvedett. I. e. 604-ben Ašqaluna erődje is babiloni kézre került.

## Kapcsolódó szócikk
- Hadviselés az ókori Egyiptomban